# Реццаго
Реццаго, Реццаґо (італ. Rezzago) — муніципалітет в Італії, у регіоні Ломбардія, провінція Комо.
Реццаго розташоване на відстані близько 520 км на північний захід від Рима, 45 км на північ від Мілана, 15 км на північний схід від Комо.
Населення — 313 осіб (2014).
Щорічний фестиваль відбувається 8 вересня. Покровитель — Santa Maria Nascente.

## Демографія
Населення за роками:

Станом на 1 січня 2023 року в муніципалітеті офіційно проживало 11 іноземців з 6 країн, серед них 4 громадяни країн Євросоюзу.

## Сусідні муніципалітети
- Ассо
- Кальйо
- Казліно-д'Ерба